# G.703
G.703 est une norme de l’UIT-T définissant les caractéristiques physiques et électriques des interfaces numériques hiérarchiques pour transmettre de la voix ou des données sur des liens numériques d opérateurs comme des E1 (liens à 2048 Kbit/s) ou des T1 (équivalent US à 1544 Kbit/s). G.703 fournit les spécifications de la modulation d'impulsion codée (MIC ou PCM). Les interfaces G.703 sont utilisées, par exemple, pour l'interconnexion de routeurs et de multiplexeurs. 
Les termes E1 et T1 utilisés ci-dessus ne sont pas définis par G-703, mais par la spécification E-carrier. 

## Débits en G.703
- 64 Kbit/s (E0)
- 1,544 Mbit/s (E11)
- 2,048 Mbit/s (E12)
- 6,312 Mbit/s (E21)
- 8,448 Mbit/s (E22)
- 32,064 Mbit/s
- 34,368 Mbit/s (E31)
- 44,736 Mbit/s (E32)
- 97,728 Mbit/s
- 139,264 Mbit/s (E4)
- 155,520 Mbit/s STM-1 (ES1)
- 51,840 Mbit/s STM-0